# Lobalain
Lobalain ist ein indonesischer Distrikt (Kecamatan) im Regierungsbezirk Rote Ndao (Provinz Ost-Nusa Tenggara). Hauptort ist Ba'a (Baadale). Im Distrikt leben 24.789 Menschen.

## Geographie
Lobalain liegt im Zentrum der Insel Roti. Im Süden liegt die Bucht von Hena (Timorsee), im Norden die Sawusee. Westlich befinden sich die Distrikte Rote Barat Laut und Rote Barat Daya, östlich die Distrikte Rote Tengah und Rote Selatan. Zum Distrikt gehören auch die kleineren Inseln Batu Bibi und Liu. Die Gesamtfläche beträgt 145,71 km². Der Distrikt teilt sich in 11 Desa und drei Kelurahan:
Desa:
- Baadale (1.161 Einwohner, 2010)
- Bebalain (1.146)
- Helebeik (1.510)
- Holoama (1.287)
- Kolobolon (1.206)
- Kuli (1.869)
- Oematamboli (1.245)
- Oelunggu (2.090)
- Saggaoen (2.112)
- Suelain (684)
- Tuanatuk (708)

Kelurahan:
- Metina (2.887)
- Mokdale (3.837)
- Namodale (3.047)